# Ortalis picta
Ortalis picta är en tvåvingeart som först beskrevs av Blanchard 1852.  Ortalis picta ingår i släktet Ortalis och familjen fläckflugor. Inga underarter finns listade i Catalogue of Life.